# Дюгем, Пьер
Пьер Морис Мари Дюэм (Дюгем) (фр. Pierre Maurice Marie Duhem; 9 июня 1861, Париж — 14 сентября 1916, Кабреспин, департамент Од) — французский физик, механик, математик, философ и историк науки. Основные работы относятся к гидродинамике, электродинамике, магнетизму, теории упругости и классической термодинамике. Учёный был сторонником конвенционализма и концепции, подразумевающей в числе прочих положений позитивистской философии науки — неопределённость экспериментальных критериев. В исторической части своих воззрений он пришёл к положительной переоценке роли Средневековья в общем процессе развития естествознания, и одним из первых — к пониманию значения истории науки в её методологии и в теории познания. Член Парижской академии наук (1913).

## Биография
Пьер, старший из четырёх детей коммивояжёра Пьера-Жозефа Дюэма и его жены Александрины (ур. Фабр — фр. Alexandrine Fabre), родился на рю де Жёнёр (фр. Rue des Jeûneurs) в Париже, куда незадолго перед тем перебралось это фламандское семейство.
В одиннадцать лет Пьер Дюгем поступает в Коллеж Станислас (фр. Collège Stanislas), где с первых шагов выказывает незаурядные способности по всем предметам, преуспевая в истории, в латыни и греческом, в математике и естественных дисциплинах. Такая универсальность дарования ставит юношу перед выбором между продолжением учёбы в более академичной Высшей Нормальной — или в Политехнической школе, обещавшей судьбу инженера, которую прочил ему отец, подразумевая более перспективную в практическом отношении карьеру. Мать, однако, хотела, чтобы Пьер развивал свои способности на гуманитарном поприще, уча латынь и греческий в Нормальной школе, что определялось тревогой матери перед углублением сына в сферы рациональных знаний, которые удалили бы его от веры, привитой матерью детям. Первоначально Пьер Дюгем сдаёт вступительные экзамены в оба учебных заведения, однако он не следует чаяниям ни одного из родителей, решив посвятить себя изучению точных наук в Нормальной школе, к занятиям в которой приступил 2 августа 1882 года.
В этих долгих и бесценных беседах, начавшихся с момента моего поступления в Школу, наша дружба крепла, чему способствовало наше увлечение гением Эрмита, или того же Пуанкаре, чьи работы, он понимал лучше чем большинство из нас (я подразумеваю наиболее сложное в смысле математики)! Но охватывая общо  все большие математические идеи, цельно, наделяя их плодотворным началом, поскольку они были хорошо знакомы ему. С этого времени я обязан ему открытиями, пониманием (широтой, проникновением в скрупулёзные детали, которые были действительно необходимы!), благодаря ему дававшемся мне легко и словно подсознательно, вместо долгих месяцев постижения. — Жак Адамар 
- 1884 — окончание Нормальной школы.

## Естествознание
Ещё в стенах Эколь Нормаль П. Дюгем издаёт свою первую статью, которая была посвящена электрохимическим ячейкам. В том же году, перед получением степени по математике, Дюгем представил автореферат диссертации. Внезапно над его блестящей карьерой нависла угроза. Реферат был на тему термодинамического потенциала в физике и химии, в нём рассматривались критерии для химических реакций в терминах свободной энергии. В ходе работы над статьёй П. Дюгем обнаружил ошибочный критерий, который Марселен Бертло выдвинул двадцатью годами раньше. Совершенно справедливая критика теории М. Бертло давала правильную альтернативу. К сожалению, дорожа своим научным авторитетом, который подвергся ревизии, Бертло не сумел объективно оценить эту критику, и тезис Дюгема был отклонён.
Сознавая свою правоту, П. Дюгем в 1886 году смело издаёт отклоненный тезис, что конечно, не способствовало улучшению его отношений с М. Бертло, и не составляет труда представить, какова была реакция последнего, ставшего вскоре министром просвещения Франции (1886). Между тем, Пьер Дюгем работает над вторым тезисом, на сей раз, мудро избрав математическую тему, позволявшую надеяться на то, что он не разделит судьбу предыдущего. Эта математическая работа по магнетизму была принята в 1888 году, но конфликт с М. Бертло сказался на всей жизни учёного.
- 1887—1893 — работал в Лилле.
- 1894 — профессор теоретической физики университета Бордо.
- 1886 — ввёл понятие термодинамических потенциалов.

Трудно переоценить вклад Пьера Дюгема в развитие физической химии. Универсализм мировоззрения учёного, философский склад его ума позволили ему достаточно смело применить основные принципы термодинамики к химическим процессам, что нашло отражение в его новаторских трудах «Термодинамический потенциал и его применение к химической термодинамике» (1886) и «Термодинамика и химия» (1902); П. Дюгем был убеждённым сторонником энергетики.

## Философия
Основным объектом философского анализа П. Дюгема явилась физическая теория, представленная двумя исторически сложившимися направлениями: традицией Декарта — Лапласа («объяснительная» теория) и традиция Паскаля — Ампера («описательная» теория). В построенной П. Дюгемом логической системе физическая теория не является объяснением экспериментально найденных закономерностей через гипотезы, опирающиеся на недоступные для исследователя факты. Такого рода толкования принадлежат области метафизики, и наука в процессе своего развития будет всё более и более удаляться от данного метода, аккумулируя теоретический опыт. Применение последнего должно служить последовательной систематизации и классификации экспериментальных результатов.
Методологические взгляды Дюгема, касающиеся философии естествознания, изложены в его труде «Физическая теория: её цель и строение» (фр. La théorie physique: son objet et sa structure, 1906). В этой работе, он выступает с историографической критикой «индуктивного метода» основных положений «Начал» Ньютона, касающихся универсального закона всемирного тяготения, и выведенных из «феномена», включающего второй и третий законы И. Кеплера. До этого теория Ньютона в данной части уже была подвергнута справедливой и аргументированной критике со стороны Г. Ф. Лейбница, и в дальнейшем, наиболее убедительно — со стороны И. Канта, в ходе логико-критического анализа индукции Д. Юма. Критика индуктивизма в работе Дюгема признана одним из его неоспоримых и наиболее продуктивных достижений в методике сравнительной историографии науки. В ходе ряда логических сопоставлений учёный убедительно демонстрирует, что ньютоновский закон всемирного тяготения (традиционный фундамент индуктивистов) не является последовательным индуктивным обобщением законов, которые были выведены И. Кеплером эмпирически, мало того — он находится в противоречии с таковыми. Подобному критическому разбору П. Дюгем подвергает выводы А.-М. Ампера — последователя ньютоновской идеологии в развитии электродинамики. П. Дюгем показывает, что «математическая теория электродинамических явлений вовсе не следует методу, предначертанному Ампером, что она вовсе не выведена исключительно из данных опыта».

## История науки

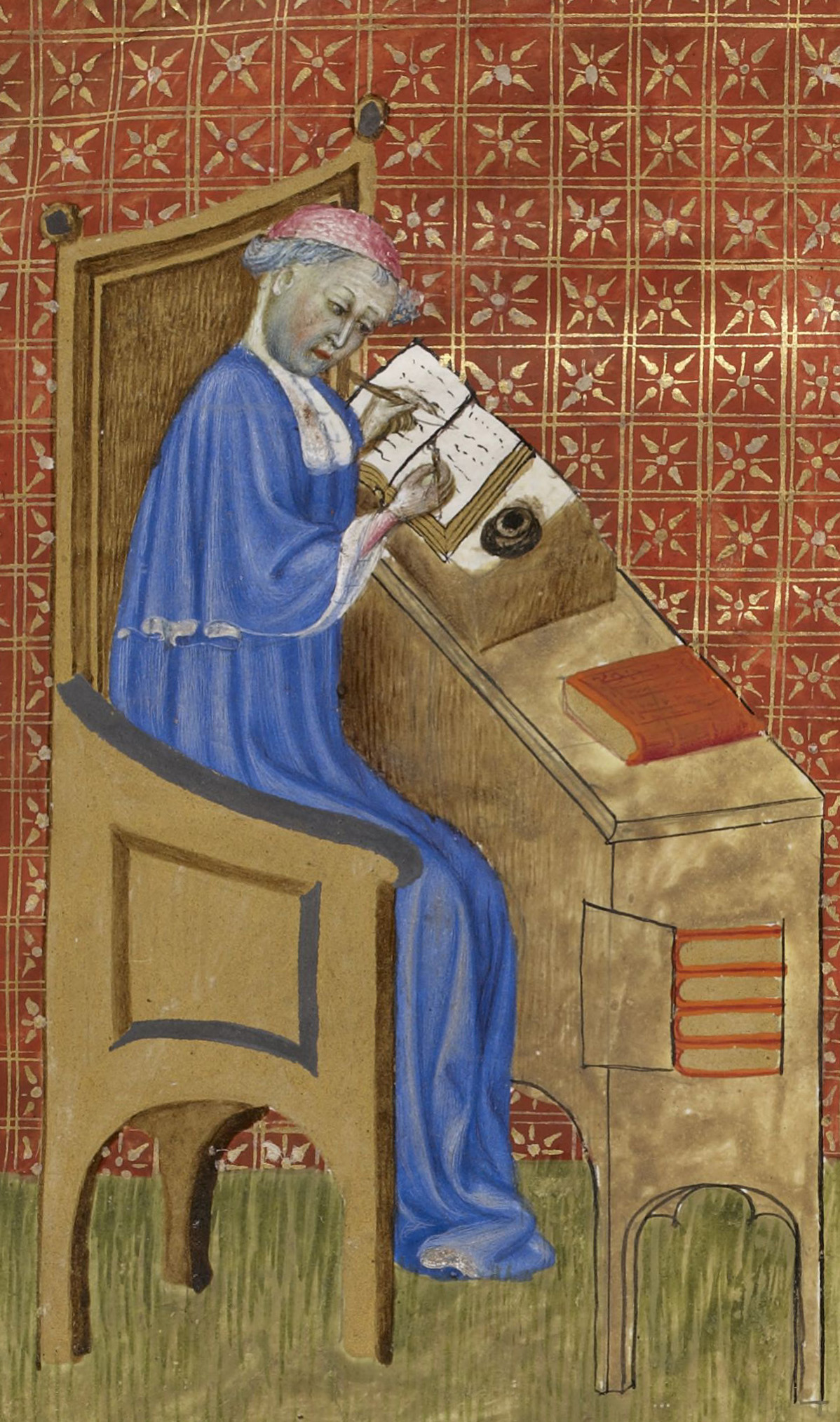
Николай Орезмский

В отличие от многих историков, расценивавших Средневековье, как эпоху «мракобесия», период духовной деградации, застоя или «ложного пути» естествознания, П. Дюгем самостоятельно и довольно успешно развивал, уже имевшие место в то время представления о духовном подъёме в европейской культуре поры, предшествовавшей Ренессансу, о том, что католицизм в отдельных своих проявлениях способствовал развитию западноевропейской науки. Его интерес к исследованиям в этой области явился следствием изучения морфологии статики, когда он столкнулся с работами средневековых математиков и философов круга Жана Буридана, Николая Орезмского и Роджера Бэкона, изощрённая сложность миропонимания которых поразила его. П. Дюгем пришёл к выводам, которые позволили увидеть, в конце концов, за их деятельностью, за источниками, на которые они опираются в своих умозаключениях, предпосылки к формированию того, чем является наука в современно понимании, — субстрат и преддверие многих открытий Галилео Галилея и мыслителей последующих эпох. П. Дюгем пришёл к заключению, подразумевавшему то, что механика и физика, успехами которой так гордится нынешнее естествознание, в ряде непрерывных и едва заметных, в глобальном рассмотрении, усовершенствований, восходит к доктринам, нашедшим выражение в сердце средневековых школ. Для эпистемологии особый интерес представляет книга П. Дюгема «Физическая теория» (1906).

## Сочинения
- Les théories de la chaleur (1895)
- Le mixte et la combinaison chimique. Essai sur l'évolution d’une idée (1902)
- L'évolution de la mécanique (1902)
- Les origines de la statique (1903)
- La théorie physique son objet et sa structure (1906)
  - Дюгем П. Физическая теория, её цель и строение. / Пер.с фр. Предисл. Э. Maxa. — СПб., 1910. (Репринт: М.: КомКнига, 2007. — 328 с.)
- Études sur Léonard de Vinci. Paris, F. De Nobele, 1906-13; 1955. 3 v. 1. sér. I. Albert de Saxe et Léonard de Vinci. II. Léonard de Vinci et Villalpand. III. Léonard de Vinci et Bernardino Baldi. IV. Bernardino Baldi, Roberval dt Descartes. V. Thémon le fils du juif et Léonard de Vinci. VI. Léonard de Vinci, Cardan et Bernard Palissy. VII. La scientia de ponderibus et Léonard de Vinci. VIII. Albert de Saxe. 2. sér. IX. Léonard de Vinci et les deux infinis. X. Léonard de Vinci et la pluralité des mondes. XI. Nicolas de Cues et Léonard de Vinci. XII. Léonard de Vinci et les origines de la géologie. 3. sér. Les précurseurs parisiens de Galilée: XIII. Jean I. Buridan (de Béthune) et Léonard de Vinci. XIV. Le tradition de Buridan et la science italienne au XVIe siecle. XV. Dominique Soto et la scolastique parisienne.
- Sozein ta phainomena. Essai sur la Notion de Théorie physique de Platon à Galilée (1908)
- Traité de l'énergétique (1911)
- Le Système du Monde. Histoire des Doctrines cosmologiques de Platon à Copernic, 10 vols., (1913—1959)

## Эпонимы
- Тезис Дюэма — Куайна
- Уравнение Дюгема — Маргулеса

### О нём
- Picard E. La vie et l'œuvre de Pierre Duhem. Paris. 1922
- Возникновение и развитие химии с древнейших времён до XVII века. М.: Наука. 1980.
- Современная западная философия. Словарь. М.: ИПЛ, 1991.
- Физики. Биографический справочник. М.: Наука, 1983.
- Философский энциклопедический словарь. 2 издание. М.: Советская энциклопедия. 1989.
- Зубов В. П. Концепция Дюгема в свете новейших исследований по истории естествознания. Труды совещания по истории естествознания, 24—26 декабря 1946 года. М.— Л. АН СССР. 1946
- Храмов Ю. А. Дюгем Пьер (Duhem) // Физики : Биографический справочник / Под ред. А. И. Ахиезера. — Изд. 2-е, испр. и доп. — М. : Наука, 1983. — С. 108. — 400 с. — 200 000 экз.